# Saneczkarstwo na Zimowych Igrzyskach Olimpijskich 1980
Saneczkarstwo na Zimowych Igrzyskach Olimpijskich 1980 odbyło się w dniach 13 – 16 lutego 1980 roku na torze Mt. Van Hoevenberg Olympic Bobsled Run. Zawodnicy walczyli w jedynkach kobiet i mężczyzn oraz dwójkach mężczyzn.

## Wyniki

### Jedynki mężczyzn
| Miejsce | Zawodnik            | Reprezentacja  | Czas     |
| ------- | ------------------- | -------------- | -------- |
| złoto   | Bernhard Glass      | NRD            | 2:54,796 |
| srebro  | Paul Hildgartner    | Włochy         | 2:55,372 |
| brąz    | Anton Winkler       | RFN            | 2:56,545 |
| 4.      | Dettlef Günther     | NRD            | 2:57,163 |
| 5.      | Gerhard Sandbichler | Austria        | 2:57,451 |
| 6.      | Franz Wilhelmer     | Austria        | 2:57,483 |
| 7.      | Gerhard Böhmer      | RFN            | 2:57,769 |
| 8.      | Anton Wembacher     | RFN            | 2:58,012 |
| 9.      | Albert Graf         | Austria        | 2:58,023 |
| 10.     | Jindřich Zeman      | Czechosłowacja | 3:00,935 |

### Dwójki mężczyzn
| Miejsce | Zawodnicy                            | Reprezentacja  | Czas     |
| ------- | ------------------------------------ | -------------- | -------- |
| złoto   | Hans Rinn Norbert Hahn               | NRD            | 1:19,331 |
| srebro  | Peter Gschnitzer Karl Brunner        | Włochy         | 1:19,606 |
| brąz    | Georg Fluckinger Karl Schrott        | Austria        | 1:19,795 |
| 4.      | Bernd Hahn Ulrich Hahn               | NRD            | 1:19,914 |
| 5.      | Hansjörg Raffl Alfred Silginer       | Włochy         | 1:19,976 |
| 6.      | Anton Winkler Anton Wembacher        | RFN            | 1:20,012 |
| 7.      | Hans Brandner Balthasar Schwarm      | RFN            | 1:20,063 |
| 8.      | Jindřich Zeman Vladimír Resl         | Czechosłowacja | 1:20,142 |
| 9.      | Günther Lemmerer Reinhold Sulzbacher | Austria        | 1:20,503 |
| 10.     | Dainis Bremze Aigars Kriķis          | ZSRR           | 1:20,662 |

### Jedynki kobiet
| Miejsce | Zawodniczka          | Reprezentacja  | Czas     |
| ------- | -------------------- | -------------- | -------- |
| złoto   | Wiera Zozula         | ZSRR           | 2:36,537 |
| srebro  | Melitta Sollmann     | NRD            | 2:37,657 |
| brąz    | Ingrīda Amantova     | ZSRR           | 2:37,817 |
| 4.      | Elisabeth Demleitner | RFN            | 2:37,918 |
| 5.      | Ilona Brand          | NRD            | 2:38,115 |
| 6.      | Margit Schumann      | NRD            | 2:38,255 |
| 7.      | Angelika Schafferer  | Austria        | 2:38,935 |
| 8.      | Astra Rībena         | ZSRR           | 2:39,011 |
| 9.      | Mária Jasenčáková    | Czechosłowacja | 2:39,429 |
| 10.     | Christine Brunner    | Austria        | 2:39,823 |